# Solar Orbiter
Solar Orbiter (chiamato anche SolO) è un satellite per l'osservazione del Sole sviluppato dall'Agenzia Spaziale Europea. Il lancio, dopo diversi slittamenti è avvenuto il 10 febbraio 2020 alle ore 5:00 UTC da Cape Canaveral a bordo di un Atlas V fornito dalla NASA.
SolO effettua osservazioni del Sole da un'orbita eccentrica che si muove fino a ≈60 raggi solari, o 0,284 unità astronomiche, posizionandosi all'interno del perielio di Mercurio (0,3075 UA). Durante la missione l'inclinazione orbitale sarà aumentata a circa 24°. Il costo totale della missione è di 1,5 miliardi di dollari, contando i contributi dell'ESA e della NASA.
SolO è stato lanciato il 10 febbraio 2020. La missione dovrebbe durare sette anni.

## Missione

Confronto delle dimensioni del Sole visto dalla Terra (a sinistra) e da (a destra)

Lo scopo della missione è compiere diversi studi sul Sole. Le misurazioni includono il plasma, il campo magnetico, le onde e le particelle energetiche del vento solare, favorite dalla vicinanza alla stella, che consentirà di studiarle quando ancora relativamente incontaminate. Grazie ad un'orbita inclinata rispetto all'equatore sarà possibile effettuare degli studi sulle regioni polari, mai osservate fino ad ora. Tra i quesiti a cui si cercherà di trovare risposta abbiamo: che cosa guida il vento solare e da dove proviene il campo magnetico coronale; in che modo le eruzioni solari producono radiazioni di particelle energetiche che riempiono l'eliosfera; in che modo i transitori solari guidano la variabilità eliosferica; come funziona la dinamo solare (che produce il campo magnetico). Si prevede che potrà anche coordinare le misurazioni con il Parker Solar Probe della NASA, operante nelle misure della corona solare fino a 9,5 R⊙.

### Lancio

Le orbite di SolO attorno a Sole.
Solar Orbiter·
Mercurio ·
Venere·
Terra·
Sole

Il lancio del Solar Orbiter è avvenuto con successo il 10 febbraio 2020 alle ore 5:00 UTC a Cape Canaveral, in Florida, per mezzo di un Atlas V. Lungo il tragitto verso il Sole effettuerà dei flyby della Terra e di Venere per compiere delle fionde gravitazionali, raggiungendo la stella un paio d'anni dopo. Nel corso della missione l'orbiter avrà un'orbita piuttosto eccentrica, con afelio a 1,2 au e perielio a 0,28 au, pari a circa 42 milioni di chilometri, avvicinandosi al Sole come mai fatto prima. Per osservare i poli la sonda raggiungerà un'inclinazione di 24° approssimativamente dopo 7 anni, che in caso di missione prolungata potranno arrivare anche a 33°.

## Caratteristiche

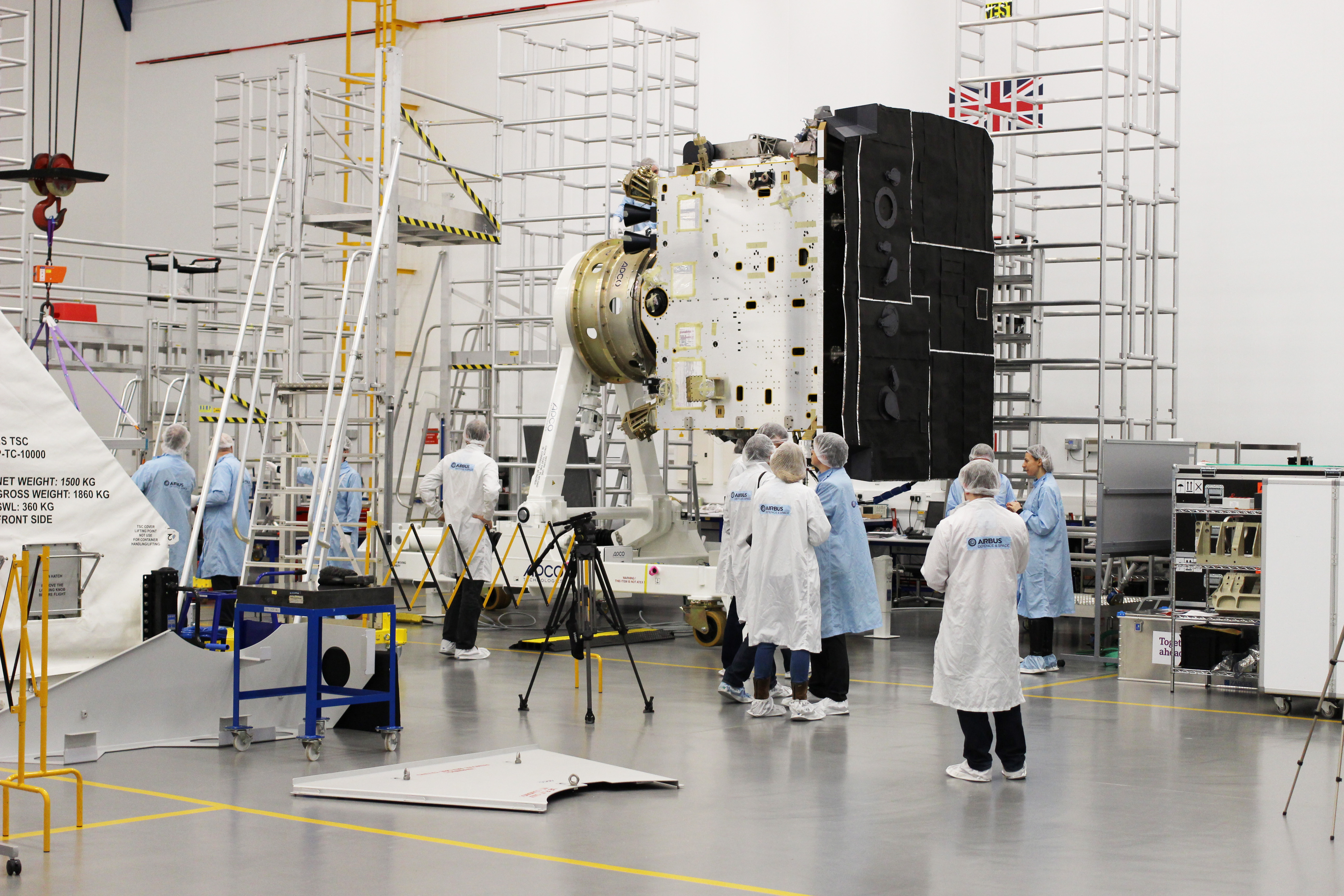
Il modello termico strutturale di Solar Orbiter poco prima di lasciare gli stabilimenti dell'Airbus Defence and Space a Stevenage, Regno Unito

Il modulo del Solar Orbiter è costituito da una piattaforma e da uno scudo termico, fornito dalla Thales Alenia Space, costantemente orientato in direzione del Sole in modo da riparare la sonda dalle forti radiazioni. Infatti le parti esposte dovranno sopportare temperature superiori ai 500 °C, al contrario delle parti restanti, che in ombra rimarranno a temperature sui −180 °C. La piattaforma è progettata in modo da accogliere strumentazioni e telecomunicazioni in un ambiente elettromagneticamente pulito. I sensori sono stati configurati sulla sonda per consentire di operare sia con protezione, sia con accesso all'ambiente solare. Al fine di ridurre i costi il Solar Orbiter ha ereditato alcune tecnologie dal Mercury Planetary Orbiter del BepiColombo, come i pannelli solari o l'antenna. I primi avranno la possibilità di ruotare attorno al proprio asse per evitare surriscaldamenti in prossimità del Sole e si aggiungono anche delle batterie che alimenteranno la missione in periodi come le eclissi durante i sorvoli planetari. L'antenna, invece, di tipo High-Gain High-Temperature (alto guadagno ad alte temperature) dovrà indicare una vasta gamma di posizioni per ottenere un collegamento con la Terra ed essere in grado di inviare opportuni volumi di dati. Le comunicazioni con la Terra sono fornite in banda X e l'antenna dovrà far fronte ad un elevato carico termico, con la possibilità, se necessario, di essere ripiegata dietro lo scudo termico, oltre a dover essere conduttiva per evitare l'accumulo di potenziale elettrostatico.

### Strumentazione
La sonda dispone di dieci strumenti selezionati tra stati membri dell'ESA e la NASA. Ha un carico totale di 209 kg e gli strumenti si dividono in "in-situ" e "di telerilevamento".
Strumenti in-situ:
- EPD (Energetic Particle Detector, rilevatore di particelle energetiche. Università di Alcalá  Spagna
L'EPD misurerà la composizione, i tempi e le funzioni di distribuzione delle particelle sovratermiche ed energetiche. Gli argomenti interessati comprendono le fonti, i meccanismi di accelerazione e i processi di trasporto di queste particelle.
- MAG (MAGnetometer) Imperial College London  Regno Unito
Il magnetometro fornirà misurazioni in situ del campo magnetico eliosferico con elevata precisione. Ciò faciliterà studi dettagliati sul modo in cui il campo magnetico del Sole si collega allo spazio e si evolve nel ciclo solare, su come le particelle vengono accelerate e si propagano nel Sistema Solare, inclusa la Terra, e su come la corona e il vento solare vengono riscaldati e accelerati.
- RPW (Radio and Plasma Waves, onde radio e al plasma) Osservatorio di Parigi  Francia
L'esperimento RPW è l'unico strumento che effettuerà misurazioni sia in situ che di telerilevamento. RPW misurerà i campi magnetici ed elettrici ad alta risoluzione temporale utilizzando una serie di sensori/antenne, per determinare le caratteristiche delle onde elettromagnetiche ed elettrostatiche nel vento solare.
- SWA (Solar Wind plasma Analyser, analizzatore al plasma di vento solare) Laboratorio Mullard per la Scienza Spaziale,  Regno Unito
SWA, è costituito da una suite di sensori che misurerà le proprietà di massa di ioni ed elettroni (inclusi densità, velocità e temperatura) del vento solare, studiando in tal modo il vento solare tra 0,28 e 1,4 au dal Sole. Oltre a determinare le proprietà di massa del vento, SWA fornirà misurazioni della composizione di ioni eolici solari per elementi chiave.

Strumenti di telerilevamento:
- EUI (Extreme Ultraviolet Imager, fotocamera nell'estremo ultravioletto) Centre Spatial de Liège,  Belgio
L'EUI servirà a ottenere immagini degli strati atmosferici al di sopra della fotosfera, fornendo un collegamento indispensabile tra la superficie solare e la corona esterna. Fornirà anche le prime immagini in ultravioletto delle regioni polari del Sole.
- Metis INAF  Italia
Metis è un coronografo con occultatore esterno che concentrerà le sue osservazioni nelle regioni coronali, da cui si genera il vento solare e nella quale si osservano le espulsioni di massa coronale. METIS valuterà anche l'influenza del campo magnetico sulla velocità del vento solare durante l’incanalamento del suo flusso verso l'esterno. La luce del disco solare che entra attraverso l'apertura dello strumento viene respinta verso l'esterno dallo specchio M0, mentre la luce della corona solare viene diretta verso lo specchio primario M1, per poi riflettersi verso lo specchio secondario M2. La luce ultravioletta viene convogliata in un rilevatore UV, mentre la luce visibile è riflessa in un altro rilevatore da un filtro posizionato tra M2 e UV. Un polarimetro a cristalli liquidi servirà a selezionare la luce polarizzata, cioè la luce fotosferica dispersa dagli elettroni coronali. Al perielio sarà in grado di analizzare la corona tra 1,6 e 3,0 raggi solari.[11]
- PHI (Polarimetric and Helioseismic Imager, fotocamera polarimetrica ed eliosismica) Max-Planck-Institut für Sonnensystemforschung  Germania
Il PHI fornirà misurazioni ad alta risoluzione del campo magnetico fotosferico, della velocità della linea di vista e dell'intensità del continuum nelle lunghezze d'onda visibili. Le mappe di velocità della linea di vista avranno un'accuratezza che consentirà studi eliosismici dettagliati dell'interno del Sole e in particolare della zona convettiva
- Solo HI (Heliospheric Imager) United States Naval Research Laboratory  Stati Uniti
Del vento solare misurerà il flusso quasi costante e i disturbi transitori in un ampio campo visivo. Saranno informazioni utili per lo studio delle espulsioni di massa coronale.
- SPICE (SPectral Imager of the Coronal Environment, fotocamera spettrale dell'ambiente coronale) Institut d'Astrophysique Spatiale  Francia
SPICE eseguirà la spettroscopia nell'estremo ultravioletto per studiare le proprietà plasmatiche della corona sul disco solare e abbinare i flussi di vento solare alle regioni di origine sulla superficie.
- STIX (Spectrometer/Telescope X-ray, spettrometro/telescopio a raggi X)  Svizzera
STIX opera nella spettroscopia di raggi X termici e non, per fornire informazioni quantitative su tempismo, posizione, intensità e spettri riguardanti gli elettroni accelerati e i plasmi ad alte temperature, per lo più associati a brillamenti.